# Mäuchen
Mäuchen (westallgäuerisch: ts' Moichə oder Meichə) ist ein Gemeindeteil der Gemeinde Opfenbach im bayerisch-schwäbischen Landkreis Lindau (Bodensee).

## Geografie
Das Dorf liegt circa 0,5 Kilometer östlich des Hauptorts Opfenbach an der Bundesstraße 32 und es zählt zur Region Westallgäu.

## Ortsname
Der Ortsname stammt vermutlich von den Personennamen Manicho oder Menicho ab.

## Geschichte
Mäuchen wurde erstmals im Jahr 1416 als möchinen urkundlich erwähnt. Der Ort gehörte einst dem Gericht Simmerberg an. 1771 fand die Vereinödung mit drei Teilnehmern in Mäuchen statt.